# بيت الرواحب (مذيخرة)

تعديل مصدري - تعديل

بيت الرواحب هي إحدى قرى عزلة مذيخرة بمديرية مذيخرة التابعة لمحافظة إب، بلغ تعداد سكانها 30 نسمة حسب تعداد اليمن لعام 2004.